# Henryk Szuman
Henryk Szuman, ps. Piotr Strama (ur. 3 lutego 1822 we Władysławowie, powiat Czarnków, zm. 17 października 1910 w Swarzędzu) – polski działacz społeczny i polityczny, prawnik.

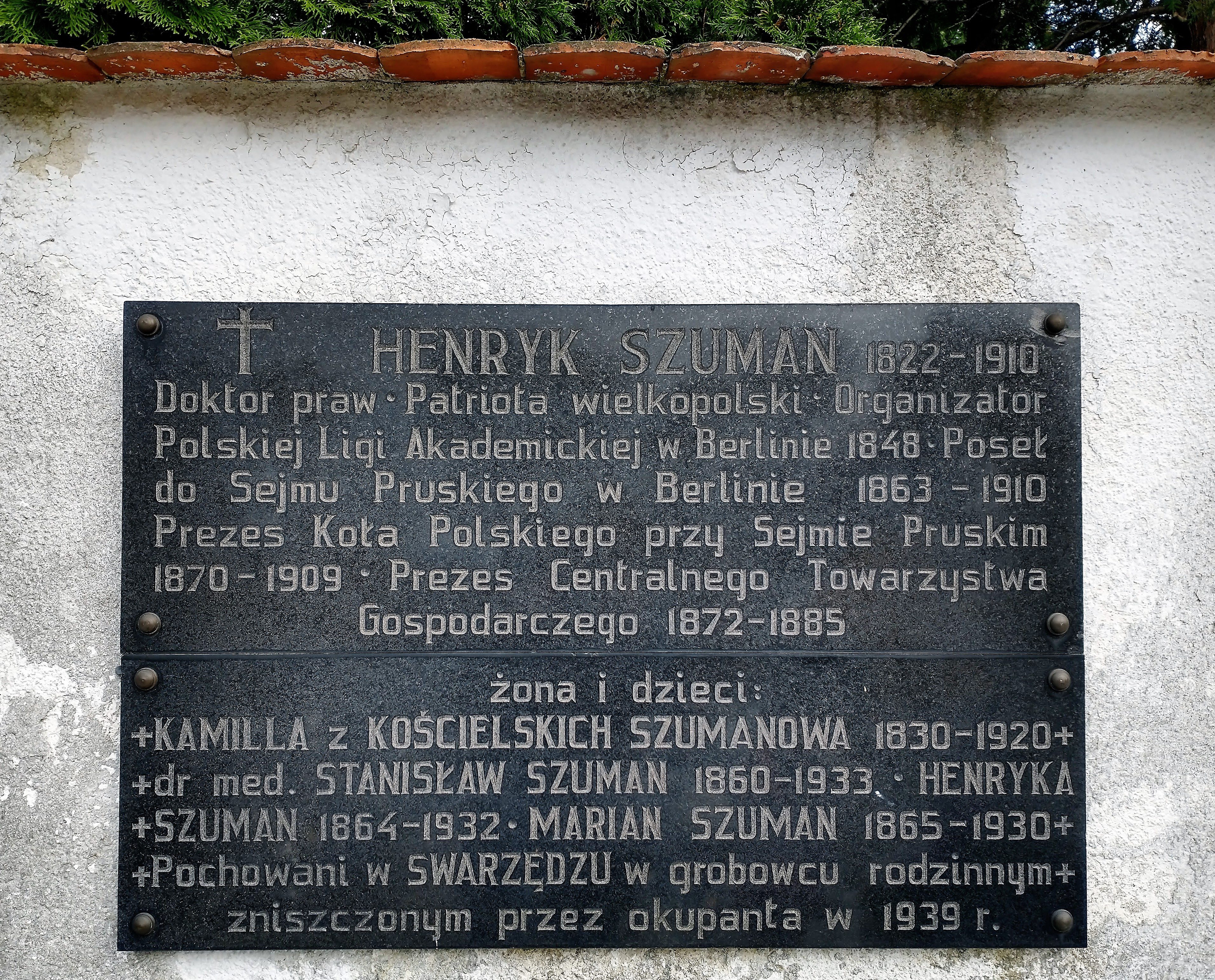
Tablica pamiątkowa rodziny Szuman na cmentarzu św. Marcina w Swarzędzu

## Życiorys
Urodził się w majątku Władysławowo (obecnie Huta). W 1841 ukończył Königliches Marien-Gymnasium w Poznaniu, następnie studiował prawo na uniwersytetach we Wrocławiu, Bonn i Berlinie. W czasach studenckich zaangażował się w działalność narodową. We Wrocławiu należał do Towarzystwa Literacko-Słowiańskiego, był jego sekretarzem i współautorem statutu („ustawy”, 1842). Koło studentów polskich organizował także w Berlinie, pełnił funkcję łącznika z poznańską organizacją spiskową, tzw. Komitetem Libelta. W 1846 uzyskał tytuł doktora obojga praw. Po zdaniu egzaminów został auskultatorem (urzędnikiem sądowym). Pracował w sądownictwie w Magdeburgu i Berlinie; w 1847 był pomocnikiem adwokata Crelingera, broniącego polskich spiskowców z 1846 w procesie berlińskim. W 1848 był świadkiem Rewolucji marcowej w Berlinie, stanowiącej początek Wiosny Ludów w Niemczech. Swoje doświadczenia opisał w broszurze Luźne kartki z wspomnień z życia własnego, wyrażając poparcie dla ludowego zrywu i walki o demokratyzację. W 1848 zorganizował polską Legię Akademicką (ok. 150 osób) i przyprowadził ją do Poznania; pełnił funkcję delegata poznańskiego Komitetu Narodowego w Berlinie, potem sekretarza tymczasowej Dyrekcji Ligi Polskiej. Powrócił w Poznańskie po uspokojeniu wydarzeń politycznych.
Prowadził folwark w rodzinnym Władysławowie, w latach 1854–1856 był sędzią pomocniczym w Śremie. W 1863 redagował przez krótki czas „Dziennik Poznański”. Uczestniczył w pracach tzw. Komitetu Działyńskiego, wspierającego powstanie styczniowe (jako komisarz na powiat czarnkowski). W maju 1863 został aresztowany i uwięziony w berlińskim Moabicie, odzyskał wolność na mocy specjalnej uchwały parlamentu pruskiego po wyborze na posła. Objął mandat parlamentarny w Berlinie w 1864 i pełnił go do końca życia. W latach 1870–1909 przewodniczył Kołu Polskiemu w Berlinie. Bronił polskich praw narodowych i językowych, jednocześnie będąc zwolennikiem porozumienia z rządem za cenę drobnych ustępstw w polityce germanizacyjnej. Był przeciwnikiem podporządkowania kwestii narodowej religii, przestrzegał przed oddawaniem instytucji społecznych w ręce kościoła, który określał jako instytucję pasożytniczą, ostrzegał przed niebezpieczeństwem „germanizacji przez religię”. Był zwolennikiem emancypacji i świeckiego kształcenia kobiet. 
Działał w polskich organizacjach kulturalnych i gospodarczych. Był jednym z 42 członków założycieli Poznańskiego Towarzystwa Przyjaciół Nauk (1857), współtworzył Towarzystwo Rolnicze Poznańsko-Szamotulskie (1860) oraz Bank Włościański (1872). W latach 1872–1885 był prezesem Centralnego Towarzystwa Gospodarczego.

## Życie prywatne
Henryk Szuman był synem Michała Maurycego, ziemianina, notariusza, adwokata, i Henryki z Hoyerów. Miał pięciu braci: Leona, Idziego, Bolesława, Kazimierza, Norberta i pięć sióstr: Laurę, Marię (żonę Karola Libelta), Apolonię (żonę Teodora Teofila Mateckiego), Teodozję i Scholastykę. 
W 1859 w Szamotułach poślubił Kamillę z Kościelskich (1830–1920). Z małżeństwa tego urodziło się pięcioro dzieci:

- Stanisław (1860–1933), lekarz psychiatra, neurolog,
- Jan Nepomucen (1862–1945), doktor medycyny, filozof, ojciec Witolda,
- Henryka (1864–1932), malarka,
- Marian (1865–1930), pierwszy polski starosta międzychodzki (1919),
- Antoni (1867–1944), inżynier, właściciel firmy F.C. Reincke & Co.[1]

Zmarł w Swarzędzu, gdzie został pochowany na cmentarzu św. Marcina w rodzinnym grobowcu, który w 1939 został zniszczony przez niemieckich okupantów.

## Dzieła
Przed 1847 opublikował drobne utwory literackie i przekłady (głównie w pismach „Przyjaciel Ludu” i „Tygodnik Literacki”), później uprawiał przede wszystkim publicystykę polityczną i historyczną. Niektóre prace:
- Rys życia i działalności Karola Libelta (1876)
- Rys historyczny początków i zawiązku parlamentaryzmu polskiego w Prusiech (1894)
- Program Przeglądu Poznańskiego (jako Piotr Strama; 1896)
- Wspomnienia berlińskie i poznańskie z roku 1848 (1898) (kopia cyfrowa)
- Luźne kartki z wspomnień z życia własnego (1898)

## Upamiętnienie
Henryk Szuman jest patronem ulicy w Swarzędzu.